# Municipio de Golden Valley (Minnesota)
El municipio de Golden Valley (en inglés: Golden Valley Township) es un municipio ubicado en el condado de Roseau en el estado estadounidense de Minnesota. En el año 2010 tenía una población de 189 habitantes y una densidad poblacional de 2,02 personas por km².

## Geografía
El municipio de Golden Valley se encuentra ubicado en las coordenadas 48°35′00″N 95°40′6″O / 48.58333, -95.66833. Según la Oficina del Censo de los Estados Unidos, el municipio tiene una superficie total de 93.71 km², de la cual 93,71 km² corresponden a tierra firme y (0 %) 0 km² es agua.

## Demografía
Según el censo de 2010, había 189 personas residiendo en el municipio de Golden Valley. La densidad de población era de 2,02 hab./km². De los 189 habitantes, el municipio de Golden Valley estaba compuesto por el 96,83 % blancos, el 0,53 % eran asiáticos y el 2,65 % eran de una mezcla de razas. Del total de la población el 0 % eran hispanos o latinos de cualquier raza.